# غوفر شيريكي
غوفر شيريكي (الاسم العلمي:Orthogeomys cavator) هو نوع من الحيوانات يتبع جنس غوفر مستقيم من فصيلة الغوفرية.